# Lars Ahlfors
Lars Ahlfors   (Hèlsinki, 18 d'abril de 1907 - Pittsfield, 11 d'octubre de 1996) fou un matemàtic finlandès nacionalitzat estatunidenc. Ahlfors va rebre molts honors per les seves contribucions a les matemàtiques. Va ser el primer guanyador de la medalla Fields (juntament amb en Jesse Douglas del MIT), a més del premi Wolf en Matemàtiques el 1981.